# Шалтре
Шалтре (фр. Chaltrait) насеље је и општина у североисточној Француској у региону Шампањ-Арден, у департману Марна која припада префектури Еперне.
По подацима из 2011. године у општини је живело 71 становника, а густина насељености је износила 10,61 становника/km². Општина се простире на површини од 6,69 km². Налази се на средњој надморској висини од 240 метара.

## Демографија
| 1962. | 1968. | 1975. | 1982. | 1990. | 1999. | 2011. |
| ----- | ----- | ----- | ----- | ----- | ----- | ----- |
| 32    | 65    | 67    | 75    | 72    | 87    | 71    |

График промене броја становника у току последњих година